# Busy Man
"Busy Man" é uma canção escrita por Bob Regan e George Teren, e gravada pelo cantor country Billy Ray Cyrus.
É o terceiro single do álbum Shot Full of Love. A canção atingiu o 3 lugar na Billboard Hot Country Songs, tornando-se seu primeiro sucesso no Top 10 desde "Somebody New" em 1993 e seu último até "Ready, Set, Don't Go" em 2008.

## Posições nas paradas musicais
| Paradas (1998-1999)                          | Posições |
| -------------------------------------------- | -------- |
| Canadian RPM Country Tracks                  | 5        |
| Estados Unidos (Billboard Hot 100)           | 46       |
| Estados Unidos (Billboard Hot Country Songs) | 3        |